# 1969 en sports équestres
Chronologie des sports équestres
- 1968 en sports équestres - 1969 en sports équestres - 1970 en sports équestres

Cet article présente les faits marquants de l'année 1969 en sports équestres.

## Événements

### Année
- 10e édition des championnats d'Europe de saut d'obstacles à Hickstead (Royaume-Uni).
- 4e édition des championnats d'Europe de dressage 1969 à Wolfsbourg (Allemagne de l'Ouest).
- 9e édition du championnat d'Europe de concours complet d'équitation 1969 à Haras du Pin (France) qui est remportée par Mary Gordon-Watson sur Cornishman V en individuel et par l'équipe du Royaume-Uni[1].